# Keretot (Mischnatraktat)
Traktat K'ritut oder Traktat Keretot מַסֶּכֶת כְּרֵיתּוֹת / מַסֶּכֶת כְּרִיתּוּת ist ein Traktat der Mischna in der Ordnung Kodaschim.
Der Traktat hat 6 Kapitel und behandelt Bestimmungen zur Ausrottungsstrafe. So wird für vorsätzlich begangene Vergehen die Ausrottungsstrafe in Form der Todesstrafe, Steinigung, Verbrennung oder Erdrosselung, angedroht. Wurde der Täter vorher verwarnt und hat dies vor Zeugen begangen, wird die Todesstrafe verhängt. Bei einem anderen Teil der Strafe wird die Geißelungsstrafe verhängt. Hat er das Vergehen unvorsätzlich begangen, tritt an die Stelle der Ausrottungsstrafe ein Sündopfer, im Zweifelsfalle ein Zweifel-Schuldopfer.
Vorgesehen sind insgesamt 36 verschiedene Übertretungsfälle, so auch Fälle der Unzucht. So verschiedene Fälle des Beischlafs und des Inzests. Mit Inzest wird aber nicht nur Geschlechtsverkehr zwischen nahen Blutsverwandten, sondern auch zwischen nahen angeheirateten Verwandten gemeint (Lev 18,6 ff ) und dort verurteilt. Der Regelkomplex betrifft insbesondere das Sexualverhalten. Inzest (Lev 18,6-18 ), Geschlechtsverkehr während der weiblichen Regel, Analverkehr zwischen Männern (Lev 18,22 ) sowie der Geschlechtsverkehr zwischen Mensch und Tier (Lev 18,23 ).
1. Beischlaf mit seiner Mutter
2. Beischlaf mit der Frau seines Vaters
3. Beischlaf mit seiner Schwiegertochter
4. Beischlaf mit einem Mann
5. Beischlaf mit Vieh
6. Wer ein Weib „über sich kommen lässt“.[2]
7. Wer das Vieh „über sich kommen lässt“.[3]
8. wer einer Frau und ihrer Tochter beiwohnt
9. wer einer Ehefrau beiwohnt
10. wer seiner Schwester beiwohnt
11. wer der Schwester seines Vaters beiwohnt
12. wer der Schwester seiner Mutter beiwohnt
13. wer der Schwester seiner Frau beiwohnt
14. wer der Frau seines Bruders beiwohnt
15. wer einem Weib während ihrer Periode beiwohnt
16. wer eine Gotteslästerung ausspricht
17. wer einen Götzendienst begeht
18. wer „von seinem Samen dem Molech hingibt.“[4] (Kindsopfer für Baal / Kindsmord im Molochkult)
19. wer den Tod beschwört
20. wer den Sabbat entweiht
21. wer in Unreinheit Heiliges genießt
22. wer in Unreinheit Heiligtum betritt
23. wer Unschlitt genießt
24. wer Blut genießt
25. wer Übriggelassenes genießt
26. wer Verworfenes genießt
27. wer Opfer außerhalb darbringt
28. wer Opfer außerhalb schlachtet
29. wer Gesäuertes am Pessach genießt
30. wer am Jom Kippur etwas genießt
31. wer am Jom Kippur eine Arbeit verrichtet
32. wer das Salböl nachmacht
33. wer das Rauchwerk nachmacht
34. wer sich mit Salböl salbt
35. wer die Gebote zum Pessachopfer unterlässt.
36. wer die Gebote zur Beschneidung unterlässt.